# Glammsee (Warin)
Der Glammsee liegt im  Nordwesten der Sternberger Seenlandschaft im Landkreis Nordwestmecklenburg, Mecklenburg-Vorpommern. Er befindet sich etwa 23 Kilometer südöstlich von Wismar. Nördlich des Sees liegt die Stadt Warin. Das Gewässer hat eine maximale Länge von einem Kilometer und eine ungefähre Breite von 660 Metern und entwässert über den Brüeler Bach in die Ostsee. Nur das Südufer ist bewaldet. In der Nähe des Ostufers verlaufen eine stillgelegte Bahnstrecke Wismar–Karow und die Bundesstraße 192. Durch seine städtische Lage wird der Glammsee als Naherholungsgebiet, Bade- und Angelsee genutzt. Im Süden grenzt der See an die Gemeinde Blankenberg.
Bei Blankenberg am Südende des Sees befand sich eine slawische Burganlage am Tönnisbach.

## Nachweise
1. ↑   Archivlink (Memento des Originals vom 21. Januar 2014 im Internet Archive)  Info: Der Archivlink wurde automatisch eingesetzt und noch nicht geprüft. Bitte prüfe Original- und Archivlink gemäß Anleitung und entferne dann diesen Hinweis. www.fischdehmel.de